# セスナ 170

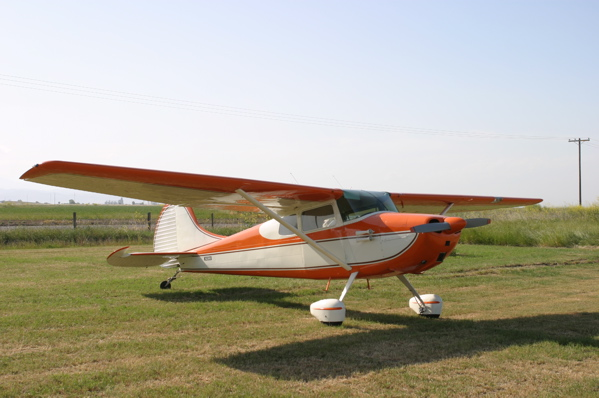
セスナ 170B

セスナ 170(Cessna 170)は、セスナ社が開発した軽飛行機。

## 概要
初飛行は1947年11月。セスナ 140の機体フレームを再設計し、4人乗りの大型キャビンを備えている。このため機首が長くなり、キャビン中央には大型の窓が取り付けられた。初期型の170（729機生産）では主翼が羽布張りであったが、続く170A（1,536機生産）では主翼が全金属製となり、形状も変更された。また、170Aから主輪のスパッツが新たに取り入れられたが、後に170ファミリーの全機に取り付けられるようになった。最終型となる170B（2,907機生産）では、エンジンが変更されたほか、ファウラーフラップを備えたことにより離着陸性能が改善された。
セスナ 170は9年間に渡って生産され、戦後のファミリー機の代表的な機種となった。総生産数は5,172機。

## 諸元(170B)
出典：Airliners.net
- 全長：7.61 m
- 全幅：10.97 m
- 全高：2.01 m
- 翼面積：16.2 m2
- 空虚重量：547 kg
- 最大離陸重量：998 kg
- エンジン：コンチネンタル O-300 水平6気筒ピストンエンジン(145hp) × 1
- 最大速度：230 km/h
- 巡航速度：195 km/h
- 実用上昇限度：4,724 m
- 航続距離：950 km
- 乗客：3名
- 乗員：1名